# Copestylum integrum
Copestylum integrum är en tvåvingeart som först beskrevs av Walker 1857.  Copestylum integrum ingår i släktet Copestylum och familjen blomflugor. Inga underarter finns listade i Catalogue of Life.